# Marques Haynes
Marques Oreole Haynes (ur. 10 marca 1926 w Sand Springs, zm. 22 maja 2015 w Plano) – amerykański koszykarz, występujący na pozycji rozgrywającego, członek Koszykarskiej Galerii Sław im. Jamesa Naismitha.
Przez 4 lata był liderem strzelców Langston University oraz MVP drużyny, doprowadzając ją do bilansu 112-3, w tym nieprzerwanej serii 59 zwycięstw z rzędu.
Rok po ukończeniu uczelni dołączył do zespołu Harlem Globetrotters złożonego wyłącznie z Afroamerykanów i ruszył w trasę po świecie. Stał się ambasadorem koszykówki, który odwiedził prawie 100 krajów w trakcie swojej kariery, biorąc udział w ponad 12 000 spotkań. W koszykówkę grał czynnie do 1992 roku, przez ponad 45 lat, pokonując w tym czasie prawie 6,5 miliona kilometrów.
Był specjalistą od dryblingu, wymyślił również wiele trików koszykarskich. Kozłował w tempie 3 uderzeń na sekundę. Według różnych źródeł, w tym dokumentu z 1988 – Harlem Globetrotters: Six Decades of Magic było to rzekomo 6 uderzeń. Wilt Chamberlain powiedział o nim: „Mogłem zrobić na boisku wszystko, ale nigdy tego co on”. Stylem jego gry inspirowali się między innymi: Bob Cousy, „Pistol” Pete Maravich, czy Fred „Curly” Neal.
W 1948 (61-59) i 1949 (49-45) roku Globetrotters pokonali dwukrotnie zespół Minneapolis Lakers, wpływając w znaczący sposób na proces integracji Afroamerykanów w zawodowej koszykówce. W składzie Lakers znajdowali się wtedy późniejsi członkowie koszykarskiej galerii sław – George Mikan oraz Jim Pollard.
W 1953 opuścił zespół Globetrotters po kłótni z jego właścicielem Abe Saperstein. Po odejściu odrzucił wart 35 000 dolarów kontrakt od klubu Philadelphia Warriors, który uczyniłby go drugim najlepiej wówczas opłacanym zawodnikiem NBA, kiedy dowiedział się, że częściowym właścicielem zespołu był Saperstein. Założył własny zespół Harlem Magicians, z którym występował do 1972.
W 1955 otrzymał kolejną ofertę gry w NBA, tym razem od Minneapolis Lakers, ją też odrzucił.
Do Globetrotters powrócił w 1972 pełniąc funkcję grającego trenera. Rok później założył firmę odzieżową dla zespołu, dzięki czemu poznał swoją żonę, modelkę Joan. Po opuszczeniu Trotters w 1979 roku występował w drużynach Meadowlark Lemon’s Bucketeers, Harlem Wizards oraz reaktywowanych w 1983 Harlem Magicians, z którymi rozgrywał spotkania pokazowe do 1992.
Został pierwszym w historii zawodnikiem Globetrotters, którego zaliczono do Koszykarskiej Galerii Sław im. Jamesa Naismitha (1998).

## Osiągnięcia
College
- Zaliczony do[1]:
  - składu:
    - All-State (1943–1946)
    - All-Conference (1943–1946)

  - Akademickiej Galerii Sław Koszykówki (2006)[8]

Indywidualne
- Wybrany do koszykarskich galerii sław[1]:
  - Naismith Memorial Basketball Hall Of Fame (1998)
  - NAIA (1985)
  - Oklahoma Sports (1990)
  - East Hartford (CT) Hall (1992)
  - Jim Thorpe (1993)
  - Langston University (1995)
  - Texas Legends (2011)[4]
- Klub Globetrotters zastrzegł należący do niego numer 20 (2001)[7]